# 廉颇
廉頗（前327—前243），嬴姓，廉氏，名颇，字洪野，晋系金文作波，籍贯有山西太原、山西运城、山东德州等说。封信平君，战国末期赵国之將領，与白起、王翦、李牧并称“战国四大名将”。曾戰勝齐国、魏国、燕國。

## 生平
前327年，出生在魏國中山郡（即中山國）苦陉縣，成長於趙國，後任趙將與秦交戰，後居魏國，最終死於楚國壽春。

### 趙之良將
前283年（趙惠文王十六年），廉頗為將伐齊，乘濟西之戰大破之，取陽晉，當上了上卿，以勇氣聞名於諸侯。
前279年（趙惠文王二十年），秦昭襄王派出使者告知趙惠文王，表示欲與趙王停戰重修舊好，並相約於西河外澠池（今河南渑池县）會面。趙王畏懼秦國不願赴會，廉頗、藺相如則獻計曰：“王上如果不赴會，則是示弱於秦。”於是趙王決定赴會，並命藺相如率精兵五千相隨。廉頗送他們至邊境，與趙王訣別說：“王上此行，直至整個會議完畢，最多不過三十日便可歸國。如果三十日後仍不歸國，則請立太子為王，以斷絕秦國藉此要脅的希望。”趙王在思考一番後答應，免得趙國被秦國要脅，然後與秦王於澠池會面。藺相如使秦王無法羞辱趙王，立功於澠池之會，拜為上卿。廉頗卻看不起藺相如，認為藺相如只是一個牙尖嘴利的小人，比不上自己的赫赫戰功，藺相如聽說後就避免與廉頗見面，他說廉頗是個名將，自己為了顧及趙國社稷願意迴避廉頗，廉頗得知後頗為愧疚，便向藺相如負荊請罪，二人言歸於好，成為刎頸之交，傳為美談。
之後幾年，廉頗攻伐齊國、魏國，皆勝。
前270年（趙惠文王二十九年），秦軍攻閼與，趙王先後召問廉頗與樂乘「可救不？」二將皆言「道遠險狹，難救。」趙王又召問趙奢，趙奢對曰：「狹路相逢勇者勝」，於是趙王令趙奢為將，救閼與，結果大破秦軍 。
长平之战前期，廉頗以固守的方式成功抵御了秦国军队。
前251年（趙孝成王十五年），廉頗於鄗代之戰擊退了燕國的入侵，斬殺主帥栗腹，令燕割让五座城池求和。廉頗獲封為信平君，為假相國，即代理相國，這時前任相國平原君趙勝剛死不久，便由廉頗暫理國政 。
前245年（趙孝成王二十一年），廉頗攻下魏國的繁陽。

### 流亡
同年，趙孝成王去世，引發了繼承者之爭，部分大臣支持由在秦國做人質的世子回國繼位，郭開則支持公子趙偃，最後趙偃勝出，是為趙悼襄王。趙王派樂乘取代廉頗，兵權被奪的廉頗憤而攻打樂乘，隨後流亡魏國大梁，但因不受信任而無所作為。
晚年時，趙師數困於秦，赵王曾想重用廉颇，派使者请其出山，廉颇为显示自己大有可為，当着使者面吃下一斗米、十斤肉，并披甲跨马到处奔跑。但是使者已被郭开收買，使者回國後對趙王谎称廉颇“一饭三遺矢”（吃一顿饭的時間內，上了三次廁所）。赵王遂以为廉颇老而无用，便不复用。
之后楚国暗中派人劝说廉頗，廉頗遂前往楚国为将，但并无功绩。廉頗不得志，慨嘆：「我思用趙人。」死於楚國壽春（今安徽壽縣）。

## 評價
南宋大詞人辛棄疾說“廉頗老矣，尚能飯否？”以抒有志而不被赏识的感慨。唐德宗时将廉颇等历史上六十四位武功卓著的名将，供奉于武成王庙内，被称为武成王庙六十四将。宋徽宗时追尊廉颇为临城伯，位列宋武庙七十二将之一。

## 後人
- 廉褒，西漢右將軍。
- 廉丹，新朝大司馬。
- 廉範，東漢邊塞的太守[7]

## 艺术形象
- 《s:東周列國志/第105回》記述「廉頗老矣，尚能飯否」在西元前236年（趙悼襄王九年，秦王政十一年），當時廉頗年近七旬。
- 1980年台灣中視連續劇《戰國風雲》，由郎雄飾演。
- 中國大陸電視劇《皓鑭傳》，由姚未平飾演。

游戏
- 《王者荣耀》

漫畫
- 《王者天下》

## 延伸阅读
[在维基数据编辑]
 《史記/卷081》，出自司馬遷《史記》
 在维基共享资源阅览影像